# Data East
Data East Corporation (Japans: 株式会社データイースト Romaji: Dēta Īsuto Kabushikigaisha) was een Japans bedrijf gericht op computerspellen en elektrotechniek. Het hoofdkantoor was gevestigd in Suginami, Tokio.
Het bedrijf was actief van 1976 tot 2003, waarna het stopte vanwege een faillissement.

## Geschiedenis
Data East werd opgericht door Tetsuo Fukuda op 20 april 1976 als een elektrotechnisch bedrijf dat zich richtte op het integreren van verwisselbare cassettes in arcademachines. Hiermee konden exploitanten van een arcadehal eenvoudig een computerspel wisselen zonder het vervangen van de hele speelkast.
Al snel werd gerealiseerd dat er verdiend kon worden aan het produceren van computerspellen. In 1977 werd hiermee een start gemaakt, en Data East ontwikkelde haar eerste spel genaamd Super Break. Dit was een kloon van Atari's titel Breakout, maar in 1979 kwam wel een originele titel op de markt, genaamd Nice On. Data East richtte een Amerikaanse divisie op, net als de meeste concurrenten zoals SEGA en Taito.
In 1980 bracht Data East het spel Astro Fighter uit, en dit werd hun eerste arcadehit. Data East bracht een aantal uitwisselbare systemen uit, die compatibel waren met hun arcademachines, maar dit werd geen succes vanwege technische problemen.
Data East bewees een succesvol en duurzaam bedrijf te zijn door het overleven van de videospelcrash in 1983. Er werden talloze arcadespellen uitgebracht, en later ook voor diverse spelconsoles voor consumenten.
Data East produceerde flipperkasten van 1987 tot 1994, en innoveerde hiermee door het introduceren van stereogeluid, een lcd-scherm, en grote dot-matrixschermen. Voor het ontwerp van een flipperkast werden dure licenties aangeschaft in plaats van een eigen ontwerp. In 1994 werd het bedrijfsonderdeel verkocht aan SEGA. Data East was in dat jaar de tweede grootste producent van flipperkasten met een marktaandeel van 25 procent.
Eind jaren 1990 werd de Amerikaanse tak van Data East beëindigd en bestond het bedrijf alleen nog in Japan. In 1998 trok Data East zich terug van de arcadeindustrie na een verlies van 3,3 miljard yen. In 1999 werd een reorganisatie gestart, en er kwamen geen nieuwe spellen meer uit. Data East hoopte met het verkopen van licenties weer kapitaal op te kunnen bouwen, maar dit bleek tevergeefs.
Uiteindelijk werd Data East op 25 juni 2003 failliet verklaard.

## Verwante bedrijven
- Gamadelic, het geluidsteam van Data East.
- Technōs Japan, werd opgericht door directeur Kunio Taki en enkele oud-werknemers van Data East.
- Givro, werd opgericht door oud-werknemers van Technōs Japan.
- Idea Factory, werd opgericht door oud-werknemers van Data East.
- Mitchell Corporation, bedrijf dat de hardware van Data East gebruikte voor hun arcadespellen..
- Kuusoukagaku Corporation, tak van Data East dat zich specifiek richtte op mobiele spellen.
- Scitron Label, publiceerde spelmuziek van Data East zijn computerspellen.
- Cattle Call, werd opgericht door oud-werknemers van Data East, en ontwikkelde later de spelreeks Metal Max.